# سوخو-۲۹
سوخو-۲۹ (به انگلیسی: Sukhoi Su-29) یک هواگرد ساختِ کارخانهٔ سوخو است.